# Baldomero Fernández Ladreda
Baldomero Fernández Ladreda Ferla (La Ribera, Astúries, 18 de juliol de 1906 - Oviedo, 15 de novembre de 1947) va ser un sindicalista, militar de l'Exèrcit Popular de la República i guerriller asturià. No confondre amb José María Fernández Ladreda.
Inicia la seva activitat política afiliant-se a la UGT mentre treballava en la cimentera de Tudela Veguín. El 1934 participa en la revolució obrera encapçalant el grup obrer que va assaltar la fàbrica d'explosius situada a La Manjoya. Després de la finalització de la revolta ingressa a la presó afiliant-se al Partit Comunista d'Espanya.
El 1936 participa en la guerra civil al capdavant d'un grup guerriller en el setge d'Oviedo arribant a manar la 179a Brigada Mixta. Es trasllada a combatre al País Basc, Santander i front oriental. Una vegada finalitzada la guerra passa a la clandestinitat i s'amaga a Astúries.
En la clandestinitat s'uneix a la Unión Nacional Española (UNE). El 15 d'agost de 1943 funda, amb Aristides Llaneza i Manuel Fernández Peón, el Comitè de Milícies Antifeixistes (CMA) i es manté força actiu a la zona de Llangréu. El 1945, després de la desaparició de l'UNE, reconstitueix el partit comunista, i és nomenat director del partit per a Astúries. El 1946 és expulsat del partit per problemes interns.
Al setembre de 1947 és detingut, i és jutjat i condemnat a dues penes de mort, una d'elles commutada. Fou executat en el garrot vil el 15 de novembre de 1947 a la presó d'Oviedo i enterrat posteriorment en el cementiri civil d'Oviedo, d'on posteriorment serien tretes les seves restes i portades al Cementiri de La Ribera.